# 구갈동
구갈동(舊葛洞)은 용인시 기흥구 중앙에 위치한 동으로 기흥구에 속하는 법정동이자 행정동이다. 기흥구청 소재지로 법정동과 행정동이 일치한다.

## 위치
구갈동의 남부에는 상하동 남쪽의 산에서 발원한 신갈천이 신갈동과 상갈동에서 만나 신갈저수지로 흘러들고 있으며, 북쪽에는 100~200m 정도의 산이 있다.
2012년 7월말 현재 면적은 4.20km2이며, 총 10,923세대에 27,582명(남자 13,928명, 여자 13,654명)의 주민이 살고 있다. 동쪽은 중동, 서쪽은 신갈동, 남쪽은 상갈동과 보라동, 북쪽은 언남동과 각각 접하고 있다.
총 면적 4.20km2 중 경지 면적은 0.08km2이며, 밭이 0.05km2, 논이 0.03km2, 임야가 1.02km2이다. 주요 농산물로는 콩·고추와 채소 종류가 재배되고 있다. 대단지 아파트 단지로 이루어져 있어 인구가 계속 증가하고 있다. 단지 내에 상가가 형성되어 있어 음식점을 비롯하여 각종 학원, 병·의원 등의 편의 시설이 있다.
분당선 연장 구간과 용인경전철이 접속할 예정이며, 이 일대도 2010년까지 구갈역세권으로 개발할 예정으로 되어 있다. 갈곡초등학교 뒤에는 근린공원이 있어 주민들이 이용하고 있다.
주요 교육 기관으로는 갈곡초등학교, 관곡초등학교, 구갈초등학교, 성지초등학교, 성지중학교, 성지고등학교, 강남대학교가 있으며, 기관 및 시설로는 기흥구청, 기흥구 보건소, 수원컨트리클럽, 녹십자, 다목적 복지회관 등이 있다.
주요 도로는 동의 남부를 서쪽에서 동쪽으로 비스듬하게 지나는 국도 42호선이 수원시에서 동쪽의 용인시청 방면을 지나 이천시로 연결되며, 북부에는 영동고속국도가 지나고 있다. 용인경전철의 구갈역과 분당선 전철 기흥역이 신설되었다.

## 동명의 유래
설화에 의하면 경주김씨 문중에 김원립이라는 사람이 있었는데 그의 호가 갈천이었는데, 이 사람이 사는 곳을 일러 갈곡, 또는 갈천이라 하던 것이 지명으로 바뀌었다. 그 이웃 인접한 곳에 마을이 생겼으므로 이를 신갈이라 하였고, 이에 반해 예로부터 있던 마을이므로 구갈이라고 했다고 한다.

## 전해오는 이야기
이곳 지역은 조선시대 구흥면(駒興面) 지역이었는데, 1914년 행정구역 개편 때 갈곡 · 내기 · 하관곡리를 합쳐 신갈에 대칭되는 구갈리(舊葛里)라고 하였다. 갈곡(葛谷)은 마을 뒷산에 칡이 많이 자생하여 그렇듯 붙여졌다는 속설이 전해진다.
하관곡(下館谷)은 조선시대 이 지역에 구흥역(駒興驛)이 있었기 때문에 붙여진 이름이 아닌가 여겨지는데 역에 딸린 관사 윗마을은 상관곡(上館谷, 혹은 상관골)으로 아랫마을이라는 하관곡(혹은 하관골)으로, 그리고 역에 딸린 마을은 역촌(驛村)으로 불렀던 것으로 알려져 있다. 내기(內基)는 말 그대로 길 안쪽에 들어가 있는 마을, 즉 안터 · 안골이라고 부르던 것을 한자식으로 표기한 것이라고 한다.

## 인구

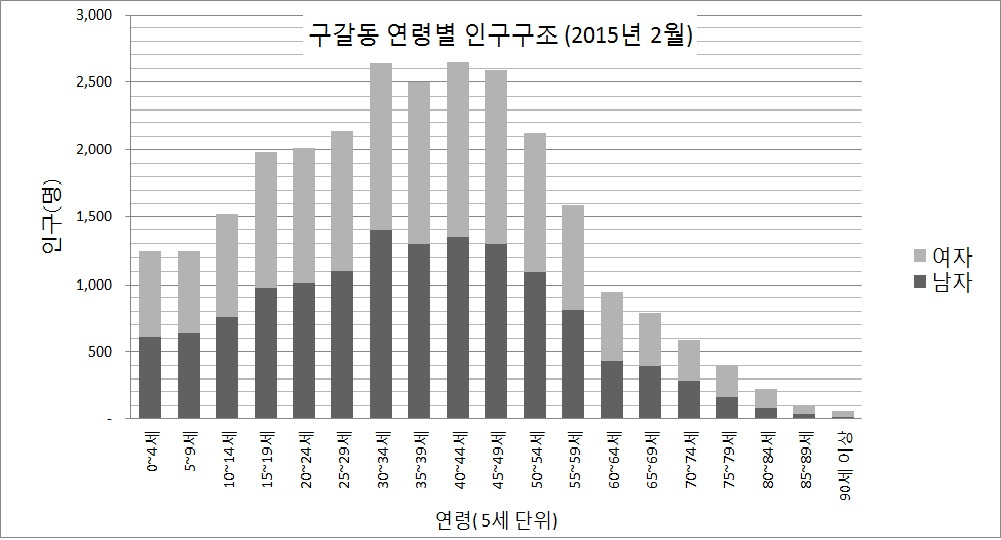
구갈동 연령별 인구구조

구갈동의 인구는 27,356명(2015년 2월 28일 기준. 내국인)으로 용인시 전체 인구의 2.8%를 차지한다. 남자는 13,741명, 여자는 13,615명이며 세대수는 11,492세대이다. 외국인은 727명이다.

구갈동의 인구구조를 살펴보면 유소년(15세 미만) 인구 비율은 14.70%로 용인시 전체 18.3%보다 적으며 노년(65세 이상) 인구 비율은 7.90%로 용인시 전체 10.3%보다 적다.

## 교통
국도 제42호선이 동의 중앙을 관통하고, 2010년 개통 예정인 용인 경전철의 시작점인 기흥역이 위치해있다.
한국철도공사 분당선 이 이곳을 지나며, 기흥역이 2011년 12월 28일에 개통하였다. 그리고 기흥역에는 용인경전철 기흥역이 건설되어 환승역이 된다.

## 주거

### 아파트
| 단지명                             | 건설사         | 시행사                       | 주소                     | 입주        | 비고     |
| ---------------------------------- | -------------- | ---------------------------- | ------------------------ | ----------- | -------- |
| 강남마을 3단지 주공                |                | 대한주택공사                 |                          | 2004년 11월 | 국민임대 |
| 강남마을 2단지 한라비발디 아델70   | 한라건설㈜     | 한라건설㈜                   | 기흥구 강남서로 86       | 2005년 5월  |          |
| 강남마을 자연& 4단지               | 풍림산업       | 경기지방공사                 | 기흥구 강남동로 43       | 2004년 8월  |          |
| 강남마을 자연& 6단지               | 풍림산업       | 경기지방공사                 | 기흥구 강남동로 42       | 2004년 8월  |          |
| 강남마을 7단지 계룡리슈빌          | 계룡건설산업㈜ | 계룡산업㈜                   | 기흥구 강남동로 54       | 2004년 6월  |          |
| 강남마을 1단지 코오롱하늘채 수(秀) | 코오롱글로벌㈜ | 코오롱글로벌㈜               |                          | 2004년 10월 |          |
| 강남마을 5단지 코오롱하늘채        | 코오롱글로벌㈜ | 코오롱글로벌㈜               |                          | 2004년 9월  |          |
| 기흥역 지웰 푸르지오               | 대우건설       | ㈜대농                       | 기흥구 기흥역로 16       | 2017년 11월 |          |
| 기흥역 센트럴 푸르지오             | 대우건설       | 디에스네트웍스㈜             | 기흥구 기흥역로58번길 10 | 2018년 6월  |          |
| 기흥역 파크 푸르지오               | 대우건설       | ㈜피데스피엠씨               | 기흥구 기흥역로58번길 56 | 2018년 7월  |          |
| 가현마을 신안                      | 신안종합건설㈜ | 신안종합건설㈜               |                          | 2001년 12월 |          |
| 기흥역 더샵                        | 포스코이앤씨   | 녹십자홀딩스㈜               | 기흥구 기흥역로58번길 78 | 2018년 11월 |          |
| 힐스테이트 기흥                    | 현대엔지니어링 | ㈜에이엠플러스피에프브이기흥 | 기흥구 기흥역로 63       | 2018년 8월  |          |

### 연립
| 단지명            | 건설사     | 시행사     | 주소 | 입주        | 비고 |
| ----------------- | ---------- | ---------- | ---- | ----------- | ---- |
| 세종그랑시아 1차  | ㈜세종건설 | ㈜세종건설 |      | 1999년 10월 |      |
| 세종그랑시아 2차  | ㈜세종건설 | ㈜세종건설 |      | 1999년 11월 |      |
| 안골마을 롯데캐슬 | 롯데건설   |            |      | 2005년 4월  |      |